# Cenocoelius ashmeadii
Cenocoelius ashmeadii är en stekelart som beskrevs av Dalla Torre 1898. Cenocoelius ashmeadii ingår i släktet Cenocoelius och familjen bracksteklar. Inga underarter finns listade.